# NGC 227
NGC 227 es una galaxia lenticular localizada en la constelación de Cetus.